# 舍夫罗泰讷
舍夫罗泰讷（法語：Chevrotaine，法語發音：[ʃəvʁɔtɛn]）是法国汝拉省的一个市镇，属于隆斯勒索涅区。

## 地理
舍夫罗泰讷（46°39'25"N, 5°51'10"E）面积5.33 平方千米，位于法国勃艮第-弗朗什-孔泰大區汝拉省，该省份为法国东部内陆省份，北起上索恩省，西北接科多尔省，西临索恩-卢瓦尔省，南至安省，东与杜省和瑞士接壤。
与舍夫罗泰讷接壤的市镇（或旧市镇、城区）包括：萨夫洛、丰特尼、勒弗拉努瓦、松热松。

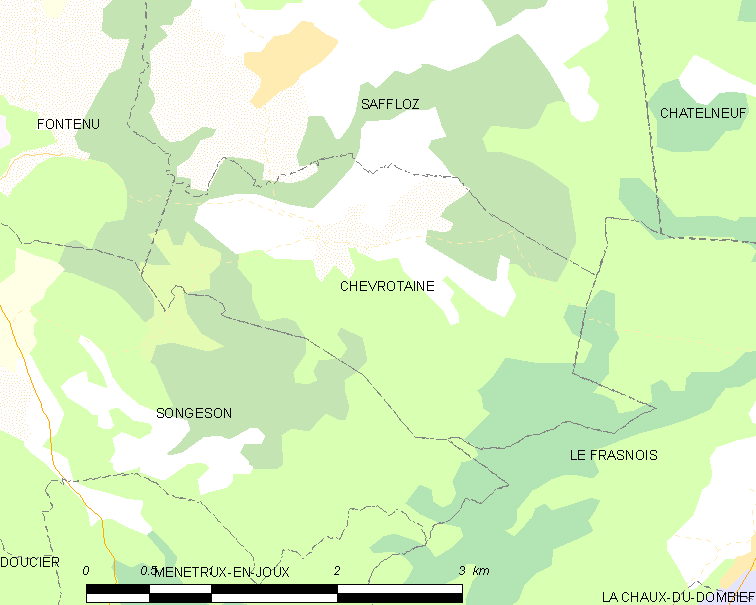
舍夫罗泰讷的OSM定位图

舍夫罗泰讷的时区为UTC+01:00、UTC+02:00（夏令时）。

## 行政
舍夫罗泰讷的邮政编码为39130，INSEE市镇编码为39143。

## 政治
舍夫罗泰讷所属的省级选区为圣洛朗昂格朗沃县。

## 人口

1962-2008年间舍夫罗泰讷人口变化图示

舍夫罗泰讷于2022年1月1日时的人口数量为33人。